# Férfi 4 × 100 méteres gyorsváltó a 2011-es úszó-világbajnokságon
A férfi 4 × 100 méteres gyorsváltót július 24-én rendezték meg a 2011-es úszó-világbajnokság keretein belül. A selejtezők és a döntő egy napon volt.

## Rekordok
|                    | Név                                                                                        | Nemzetiség | Idő     | Helyszín | Dátum               |
| ------------------ | ------------------------------------------------------------------------------------------ | ---------- | ------- | -------- | ------------------- |
| Világcsúcs         | Michael Phelps (47.51) Garrett Weber-Gale (47.02) Cullen Jones (47.65) Jason Lezak (46.06) | USA        | 3:08.24 | Peking   | 2008. augusztus 11. |
| Világbajnoki csúcs | Michael Phelps (47.78) Ryan Lochte (47.03) Matt Grevers (47.61) Nathan Adrian (46.79)      | USA        | 3:09.21 | Róma     | 2009. július 26.    |

## Érmesek
| Arany | Ezüst                                                                            | Bronz |
| Ausztrália · James Magnussen · Matt Targett · Matthew Abood · Eamon Sullivan · Kyle Richardson* · Matthew Abood* · James Roberts* | Franciaország · Alain Bernard · Jérémy Stravius · William Meynard · Fabien Gilot | Amerikai Egyesült Államok · Michael Phelps · Garrett Weber-Gale · Jason Lezak · Nathan Adrian · Ryan Lochte* · Douglas Robison* · David Walters* |

* Csak a selejtezőkben úsztak.

## Eredmények

### Selejtezők
| Helyezés | Selejtező | Pálya | Nemzetiség | Úszók | Idő     | Megj. |
| -------- | --------- | ----- | ---------- | --- | ------- | ----- |
| 1        | 1         | 4     | FRA        | Alain Bernard (48.37) Jérémy Stravius (47.87) William Meynard (48.23) Fabien Gilot (47.62)                | 3:12.09 | Q     |
| 2        | 3         | 4     | USA        | Garrett Weber-Gale (48.49) Ryan Lochte (48.28) Scot Robison (48.62) David Walters (48.11)                 | 3:13.50 | Q     |
| 3        | 2         | 4     | RUS        | Vlagyimir Morozov (49.07) Jevgenyij Lagunov (48.12) Danyila Izotov (48.28) Szergej Feszikov (48.14)       | 3:13.61 | Q     |
| 4        | 3         | 3     | ITA        | Luca Dotto (48.70) Marco Orsi (48.30) Michele Santucci (48.67) Filippo Magnini (47.94)                    | 3:13.61 | Q     |
| 5        | 3         | 5     | AUS        | Kyle Richardson (48.92) Matthew Abood (47.91) James Roberts (48.25) Eamon Sullivan (48.71)                | 3:13.79 | Q     |
| 6        | 1         | 3     | GER        | Steffen Deibler (49.01) Markus Deibler (48.06) Christoph Fildebrandt (48.75) Marco di Carli (48.41)       | 3:14.23 | Q, NR |
| 7        | 2         | 3     | RSA        | Graeme Moore (49.61) Darian Townsend (48.12) Gideon Louw (48.11) Leith Shankland (48.88)                  | 3:14.72 | Q     |
| 8        | 2         | 5     | GBR        | Adam Brown (49.05) Liam Tancock (48.51) Grant Turner (48.79) Simon Burnett (49.00)                        | 3:15.35 | Q     |
| 9        | 3         | 2     | BRA        | Bruno Fratus (49.06) Nicolas Oliveira (48.20) Marcos Macedo (50.32) Marcelo Chierighini (48.70)           | 3:16.28 |       |
| 10       | 1         | 6     | JPN        | Takuro Fujii (48.88) Shogo Hihara (48.83) Yoshihiro Okumura (49.63) Macuda Takesi (49.29)                 | 3:16.63 |       |
| 11       | 1         | 5     | SWE        | Stefan Nystrand (49.49) Petter Stymne (48.65) Lars Frölander (48.79) Robin Andreasson (50.14)             | 3:17.07 |       |
| 12       | 2         | 6     | CAN        | Brent Hayden (48.77) Colin Russell (49.20) Blake Worsley (49.28) Dominique Massie-Martel (50.10)          | 3:17.35 |       |
| 13       | 3         | 6     | CHN        | Lü Cse-vu (Lü Zhiwu) (49.19) Csiang Haj-csi (Jiang Haiqi) (50.14) He Jianbin (48.50) Zhang Enjian (49.73) | 3:17.56 |       |
| 14       | 3         | 7     | VEN        | Crox Ernesto Acuna (50.10) Octavio Alesi (50.06) Daniele Tirabassi (49.53) Cristian Quintero (49.49)      | 3:19.18 |       |
| 15       | 2         | 7     | SVN        | Peter Mankoč (49.95) Robert Zbogar (50.96) Jan Karel Petric (53.66) Matjaž Markič (1:05.65)               | 3:40.22 |       |
| –        | 1         | 2     | KOR        | |         | DNS   |
| –        | 2         | 2     | BEL        | Yoris Grandjean (49.74) Glenn Surgeloose (49.71) Jasper Aerents (48.57) Pieter Timmers                    |         | DSQ   |

### Döntő
| Helyezés  | Pálya | Nemzetiség | Úszók                                                                                               | Idő     | Megj. |
| --------- | ----- | ---------- | --------------------------------------------------------------------------------------------------- | ------- | ----- |
| Aranyérem | 2     | AUS        | James Magnussen (47.49) Matthew Targett (47.87) Matthew Abood (47.92) Eamon Sullivan (47.72)        | 3:11.00 |       |
| Ezüstérem | 4     | FRA        | Alain Bernard (48.75) Jérémy Stravius (47.78) William Meynard (47.39) Fabien Gilot (47.22)          | 3:11.14 |       |
| Bronzérem | 5     | USA        | Michael Phelps (48.08) Garrett Weber-Gale (48.33) Jason Lezak (48.15) Nathan Adrian (47.40)         | 3:11.96 |       |
| 4         | 6     | ITA        | Luca Dotto (48.56) Marco Orsi (48.51) Michele Santucci (48.01) Filippo Magnini (47.31)              | 3:12.39 |       |
| 5         | 3     | RUS        | Jevgenyij Lagunov (48.89) Andrej Grecsin (48.56) Nyikita Lobincev (47.45) Szergej Feszikov (48.09)  | 3:12.99 |       |
| 6         | 1     | RSA        | Graeme Moore (48.15) Darian Townsend (47.76) Gideon Louw (47.91) Leith Shankland (49.56)            | 3:13.38 |       |
| 7         | 7     | GER        | Markus Deibler (49.24) Benjamin Starke (49.22) Christoph Fildebrandt (48.45) Marco di Carli (48.10) | 3:15.01 |       |
| 8         | 8     | GBR        | Adam Brown (49.05) Liam Tancock (48.60) Grant Turner (48.86) Simon Burnett (48.52)                  | 3:15.03 |       |